# Chibu Kazuki
Kazuki Chibu (sinh ngày 13 tháng 7 năm 1995) là một cầu thủ bóng đá người Nhật Bản.

## Sự nghiệp câu lạc bộ
Kazuki Chibu đã từng chơi cho Fagiano Okayama.